# فرانک مولر (جودوکار)
فرانک مولر (آلمانی: Frank Möller؛ زادهٔ ۸ سپتامبر ۱۹۷۰) جودوکار اهل آلمان بود.
وی در مسابقات کشوری و بین‌المللی در مجموع برندهٔ ۱ مدال طلا، ۳ مدال نقره، ۷ مدال برنز شده‌است.